# آیلند ایر چارترز
آیلند ایر چارترز (به انگلیسی: Island Air Charters) یک شرکت هواپیمایی است. دفتر مرکزی آیلند ایر چارترز در تائورانگا، نیوزیلند واقع شده‌است.